# ふらのユースホステル
ふらのユースホステルは、日本ユースホステル協会に加盟していた北海道のユースホステル。

## 概要
1999年（平成11年）3月31日に開設。「バリアフリーの部屋」が設けられているほか、送迎車にも車椅子利用者向けの対応がなされている。2016年（平成28年）3月31日付をもって日本ユースホステル協会との契約を終了した。以後は宿泊施設『FURANO HOSTEL』として営業を続けている。
以下は閉館時の状況である。

## 設備
- 質素ながら、清潔・快適をモットーにした運営に努力しています
- 一部バリアフリーを施すなど、身障者や高齢者の利用に配慮するホステル
- 日中や閉館時の荷物預かりあり
- 周辺にスキー場あり
- 周辺で野鳥の観察可
- 無線LANによるインターネット接続可
- 家族やグループで一室利用可
- 周辺にテニス場やグラウンドあり
- 周辺にハイキングコースあり
- 周辺に温泉あり
- コインランドリーあり
- 駐車場あり
- インターネットができるPCあり

## 休館
- 10月31日 - 12月26日、4月1日 - 26日
  - その他臨時休館あり

## アクセス
- JR北海道富良野線『中富良野駅』下車、徒歩6分。
- JR北海道根室本線、JR北海道富良野線『富良野駅』下車、ふらのバスラベンダー号『旭川駅』行きに乗車『中富良野駅』バス停下車、徒歩6分。
- JR北海道函館本線、JR北海道宗谷本線、JR北海道富良野線『旭川駅』下車、ふらのバスラベンダー号『富良野駅』行きに乗車『中富良野駅』バス停下車、徒歩6分。

## 周辺情報
- ファーム富田